# Michel Serrault
Michel Serrault (24. ledna 1928 Brunoy, Essonne – 29. července 2007 Équemauville, Calvados) byl francouzský filmový a divadelní herec, trojnásobný držitel Césara pro nejlepšího herce znamenající rekordní počet v kategorii.

## Život a kariéra

### Mládí
Měl bratry Raoula a Guy a sestru Denise. Ve čtrnácti letech vstoupil do kněžského semináře, ale po několika týdnech se zamiloval a utekl. Již od dětství měl touhu stát se hercem a od šestnácti let chodil v pařížském Centre Dramatique de la Rue Blanche do kursů herectví. Ke studiu na konzervatoři nebyl přijat.
V roce 1946 začal svoji profesionální kariéru kontraktem na turné po Německu se společností Jean-Marii Serreaua. Po skončení základní vojenské služby u letectva nastoupil na prkna pařížských divadel. Od roku 1953 spolupracoval s hercem, režisérem a dramatikem Jeanem Poiretem, s nímž vytvořil množství skečů a scének v řadě pařížských kabaretů (Tabu, Tomates, Olympia, Bobino). Kromě toho vynikl v různých dramatech W. Shakespeara a Molièra.

### Filmová kariéra
K filmu se dostal přibližně v roce 1954. Jeho filmovým debutem byl Poprask v kabaretu, ve kterém se poprvé setkal s Luisem de Funèsem. Zpočátku hrál zejména vedlejší role úředníků a policejních komisařů, často hrál po boku svého přítele Jeana Poireta. Filmy, ve kterých zpočátku hrál, ale nebyly příliš významné.
v sedmdesátých letech dostal příležitost uplatnit svůj komediální talent. Tehdy hrál s Poiretem v pařížském Théâtre du Palais-Royal komedii Klec bláznů, která byla posléze i zfilmována. Lze zmínit také roli ovdovělého knihkupce Rondina ve filmu Krysy z temnot.
Kromě komediálních rolí hrál rovněž postavy charakterní. K režisérům, s nimiž pracoval ve filmu, patří například Claude Chabrol, Jean-Pierre Mocky, Georges Lautner, Michel Audiard, Bertrand Blier, Claude Zidi nebo Mathieu Kassowitz.
V roce 1976 hrál hlavní roli v komedii Situace je vážná, nikoliv však zoufalá. Kromě komedie Klec bláznů (1978) získal mezinárodní popularitu rolí homosexuálního Albina ve filmu Ptačí klec 3: Svatba z roku 1985.
V roce 1982 dostal Césara za úlohu v kriminálním dramatu Svědek. Úloha masového vraha Židů, jimž sliboval útěk do Jižní Ameriky, ve filmu Doktor Petiot (1990) byla ještě výraznější, ale nebyla oceněna. Césarem byl znovu oceněn za roli starého soudce Arnauda, který vzplane láskou k mladé vdané dívce v podání Emmanuelle Béartové, v komorním snímku  Nelly a pan Arnaud (1994). Mezi poslední snímky patří filmy Belphegor: Fantom Louvru (2001) a Motýl.
Byl celkem osmkrát nominován na Césara a dvakrát na divadelní Molièrovu cenu. V roce 1996 se stal nositelem Řádu čestné legie a v roce 2002 mu byl udělen francouzský Řád za zásluhy.

### Soukromí
Od roku 1952 byl ženatý s Juanitou Peyronovou (nar. 1958), se kterou měl dvě dcery. Dcera Caroline zemřela při autonehodě, dcera Nathalie Serraultová je také herečkou.
Od jara 2007 byl těžce nemocen na rakovinu. Po hospitalizaci v Neuilly-sur-Seine byl na poslední týdny převezen do své letní rezidence v Normandii, kde v červenci 2007 zemřel.

## Filmografie (výběr)
- 1954: Poprask v kabaretu (Ah! Les belles bacchantes), režie Jean Loubignac
- 1955: Ďábelské ženy (Les Diaboliques), režie Henri-Georges Clouzot
- 1956: Zatracená holka (Cette sacrée gamine), režie Michel Boisrond
- 1960: Francouzka a láska (La Française et l'amour), několik režisérů
- 1961: Candide ou l'Optimisme au XXe siècle (Candide ou l'Optimisme au XXe siècle), režie Norbert Carbonnaux
- 1961: Výhodná koupě (La Belle Américaine), režie Robert Dhéry a Pierre Tchernia
- 1962: Láska na polštáři (Le Repos du guerrier), režie Roger Vadim
- 1962: Nous irons à Deauville (Nous irons à Deauville), režie Francis Rigaud
- 1962: Un clair de lune a Maubeuge (Un clair de lune a Maubeuge), režie Jean Chérasse
- 1963: Karamboly (Carambolages), režie Marcel Bluwal
- 1964: Des pissenlits par la racine (Des pissenlits par la racine), režie Georges Lautner
- 1964: Honba na muže (La Chasse à l'homme), režie Édouard Molinaro
- 1965: Prachy a smůla (Cent briques et des tuiles), režie Pierre Grimblat
- 1966: Srdcový král (Le Roi de cœur), režie Philippe de Broca
- 1967: Blázen z laboratoře 4 (Le Fou du labo IV), režie Jacques Besnard
- 1967: Přátelé kopretiny (Les Compagnons de la marguerite), režie Jean-Pierre Mocky
- 1970: Koňská hlava (Le Cri du cormoran, le soir au-dessus des jonques), režie Michel Audiard
- 1972: Le Viager (Le Viager), režie Pierre Tchernia
- 1973: Krysy z temnot (Les Gaspards), režie Pierre Tchernia
- 1973: Velký bazar (Le Grand bazar), režie Claude Zidi
- 1973: Životní šance (La Belle affaire), režie Jacques Besnard
- 1975: Krást se musí umět (C'est pas parce qu'on a rien à dire qu'il faut fermer sa gueule), režie Jacques Besnard
- 1976: Situace je vážná, nikoli však zoufalá (La Situation est grave... mais pas désespérée), režie Jacques Besnard
- 1978: Klec bláznů (La Cage aux folles), režie Édouard Molinaro
- 1978: Peníze těch druhých (L'Argent des autres), režie Christian de Chalonge
- 1978: Préparez vos mouchoirs (Préparez vos mouchoirs), režie Bertrand Blier
- 1979: Studený bufet (Buffet froid), režie Bertrand Blier
- 1979: Úspěšný společník (L'Associé), režie René Gainville
- 1980: Klec bláznů II (La Cage aux folles II), režie Édouard Molinaro
- 1980: Vlk a beránek (Il Lupo e l'agnello), režie Francesco Massaro
- 1981: Malevil (Malevil), režie Christian de Chalonge
- 1981: Svědek (Garde à vue), režie Claude Miller
- 1982: Les Fantômes du chapelier (Les Fantômes du chapelier), režie Claude Chabrol
- 1983: Mortelle randonnée (Mortelle randonnée), režie Claude Miller
- 1984: Le Bon roi Dagobert (Le Bon roi Dagobert), režie Dino Risi
- 1984: Rozmar (Le Bon plaisir), režie Francis Girod
- 1985: Mistři gagu (Les Rois du gag), režie Claude Zidi
- 1985: Ptačí klec 3: Svatba (la Cage aux folles 3 - 'Elles' se marient), režie Georges Lautner
- 1988: Nebuďte policajta (Ne réveillez pas un flic qui dort), režie José Pinheiro
- 1988: Ve vší nevinnosti (En toute innocence), režie Alain Jessua
- 1995: Nelly a pan Arnaud (Nelly & Monsieur Arnaud), režie Claude Sautet
- 1996: Rošťák Beaumarchais (Beaumarchais, l'insolent), režie Édouard Molinaro
- 1997: Artemisia (Artemisia), režie Agnès Merlet
- 1997: Konec sázek (Rien ne va plus), režie Claude Chabrol
- 1997: Povolání vrah (Assassin(s)), režie Mathieu Kassovitz
- 1999: Děti z mokřin (Les Enfants du marais), režie Jean Becker
- 2000: Herci (Les Acteurs), režie Bertrand Blier
- 2000: Libertin (Le Libertin), režie Gabriel Aghion
- 2001: Belphegor: Fantom Louvru (Belphégor - Le fantôme du Louvre), režie Jean-Paul Salomé
- 2001: Jedna vlaštovka jaro udělá (Une hirondelle a fait le printemps), režie Christian Carion
- 2001: Vajont - šílenství mužů (Vajont - La diga del disonore), režie Renzo Martinelli
- 2002: 24 hodin ze života jedné ženy (24 heures de la vie d'une femme), režie Laurent Bouhnik
- 2002: Motýl (Le Papillon), režie Philippe Muyl
- 2004: Zloduch Albert (Albert est méchant), režie Hervé Palud
- 2005: Šťastné a Veselé (Joyeux Noël), režie Christian Carion
- 2007: Symbol smrti (Pars vite et reviens tard), režie Régis Wargnier

## Ocenění

### César
Ocenění
- 1979: César pro nejlepšího herce za film Klec bláznů
- 1982: César pro nejlepšího herce za film Svědek
- 1996: César pro nejlepšího herce za film Nelly a pan Arnaud

Nominace
- 1979: César pro nejlepšího herce ve vedlejší roli za film Peníze těch druhých
- 1981: César pro nejlepšího herce za film Klec bláznů II
- 1984: César pro nejlepšího herce za film Mortelle randonnée
- 1986: César pro nejlepšího herce za film On ne meurt que deux fois
- 1991: César pro nejlepšího herce za film Docteur Petiot

### Molièrova cena
Nominace
- 1987: Molièrova cena pro herce za představení L'Avare
- 1993: Molièrova cena pro herce za představení Knock

### Jiná ocenění
- 1996: Prix Lumière pro nejlepšího herce za film Nelly a pan Arnaud
- 1996: nositel Řádu čestné legie
- 1998: Prix Lumière pro nejlepšího herce za film Konec sázek
- 2002: nositel Řádu za zásluhy